# Campeonato da Europa de Atletismo de 2014 - Revezamento 4x400 m feminino
A prova dos 4 x 400 metros estafetas feminino do Campeonato da Europa de Atletismo de 2014 foi disputada entre os dias 16 e 17 de agosto de 2014 no Estádio Letzigrund em Zurique, na Suíça. 

## Recordes
Antes desta competição, os recordes mundiais e do campeonato nesta prova eram os seguintes:
|                       | Nome                                                               | Nacionalidade     | Tempo   | Local     | Data                 |
| --------------------- | ------------------------------------------------------------------ | ----------------- | ------- | --------- | -------------------- |
| Recorde mundial       | (Tatyana Ledovskaya, Olga Nazarova Mariya Pinigina, Olga Bryzgina) | União Soviética   | 3m15s17 | Seul      | 1 de outubro de 1988 |
| Recorde do campeonato | (Kirsten Emmelmann, Sabine Busch Petra Müller, Marita Koch)        | Alemanha Oriental | 3m16s87 | Estugarda | 31 de agosto de 1986 |
| Recorde europeu       | (Tatyana Ledovskaya, Olga Nazarova Mariya Pinigina, Olga Bryzgina) | União Soviética   | 3m15s17 | Seul      | 1 de outubro de 1988 |

## Medalhistas
| Ouro | Prata | Bronze |
| França · Marie Gayot · Muriel Hurtis-Houairi · Agnès Raharolahy · Floria Guei · Estelle Perrossier* · Phara Anacharsis* | Ucrânia · Nataliya Pyhyda · Hrystyna Stuy · Hanna Ryzhykova · Olha Zemlyak · Daryna Prystupa* · Olha Lyakhova* | Reino Unido · Eilidh Child · Kelly Massey · Shana Cox · Margaret Adeoye · Emily Diamond* · Victoria Ohuruogu* |

(*) Disputaram apenas as baterias

## Cronograma
Todos os horários são locais (UTC+2).
| Data         | Hora  | Evento  |
| ------------ | ----- | ------- |
| 16 de agosto | 16:20 | Bateria |
| 17 de agosto | 15:22 | Final   |

## Resultados

### Bateria
Qualificação: 3 atletas de cada bateria (Q) mais os 2 melhores qualificados (q). 
| Posição | Bateria | Nacionalidade | Atletas                                                                    | Tempo   | Notas                |
| ------- | ------- | ------------- | -------------------------------------------------------------------------- | ------- | -------------------- |
| 1       | 1       | Ucrânia       | Darya Prystupa Olha Lyakhova Hanna Ryzhykova Hrystyna Stuy                 | 3:28.18 | Q                    |
| 2       | 2       | Rússia        | Mariya Mikhailyuk Tatyana Veshkurova Tatyana Firova Kseniya Zadorina       | 3:28.42 | Q,                   |
| 3       | 2       | Grã-Bretanha  | Emily Diamond Kelly Massey Victoria Ohuruogu Margaret Adeoye               | 3:28.44 | Q                    |
| 4       | 1       | França        | Estelle Perrossier Muriel Hurtis Phara Anacharsis Agnès Raharolahy         | 3:28.58 | Q                    |
| 5       | 2       | Polónia       | Iga Baumgart Patrycja Wyciszkiewicz Agata Bednarek Justyna Święty          | 3:29.79 | Q                    |
| 6       | 2       | Alemanha      | Ruth Sophia Spelmeyer Lena Schmidt Janin Lindenberg Lara Hoffmann          | 3:30.39 | q                    |
| 7       | 1       | Itália        | Maria Benedict Chigboglu Maria Enrica Spacca Elena Bonfanti Chiara Bazzoni | 3:31.31 | Q                    |
| 8       | 1       | Bélgica       | Laetitia Libert Kimberley Efonye Olivia Borlée Justien Grillet             | 3:32.22 | q                    |
| 9       | 1       | Roménia       | Adelina Pastor Mihaela Nunu Angela Moroșanu Bianca Răzor                   | 3:33.84 |                      |
| 10      | 1       | Portugal      | Filipa Martins Vera Barbosa Dorothé Évora Cátia Azevedo                    | 3:35.41 | Recorde da temporada |
| 11      | 2       | Lituânia      | Eva Misiūnaitė Modesta Morauskaitė Eglė Staišiūnaitė Agnė Šerkšnienė       | 3:36.25 |                      |
| 12      | 1       | Finlândia     | Katri Mustola Ella Räsänen Sanna Aaltonen Anniina Laitinen                 | 3:36.47 |                      |
| 13      | 2       | Noruega       | Tara Marie Norum Trine Mjåland Vilde Jakobsen Svortevik Line Kloster       | 3:36.57 |                      |
| 14      | 2       | Eslováquia    | Sylvia Salgovicová Alexandra Štuková Andrea Holleyová Iveta Putalová       | 3:39.55 |                      |
| 15      | 2       | Croácia       | Dora Filipović Marija Hižman Lucija Pokos Kristina Dudek                   | 3:42.96 |                      |
| 16      | 1       | Turquia       | Birsen Engin Tuğba Koyuncu Meliz Redif Meryem Kasap                        | 3:48.10 |                      |

### Final

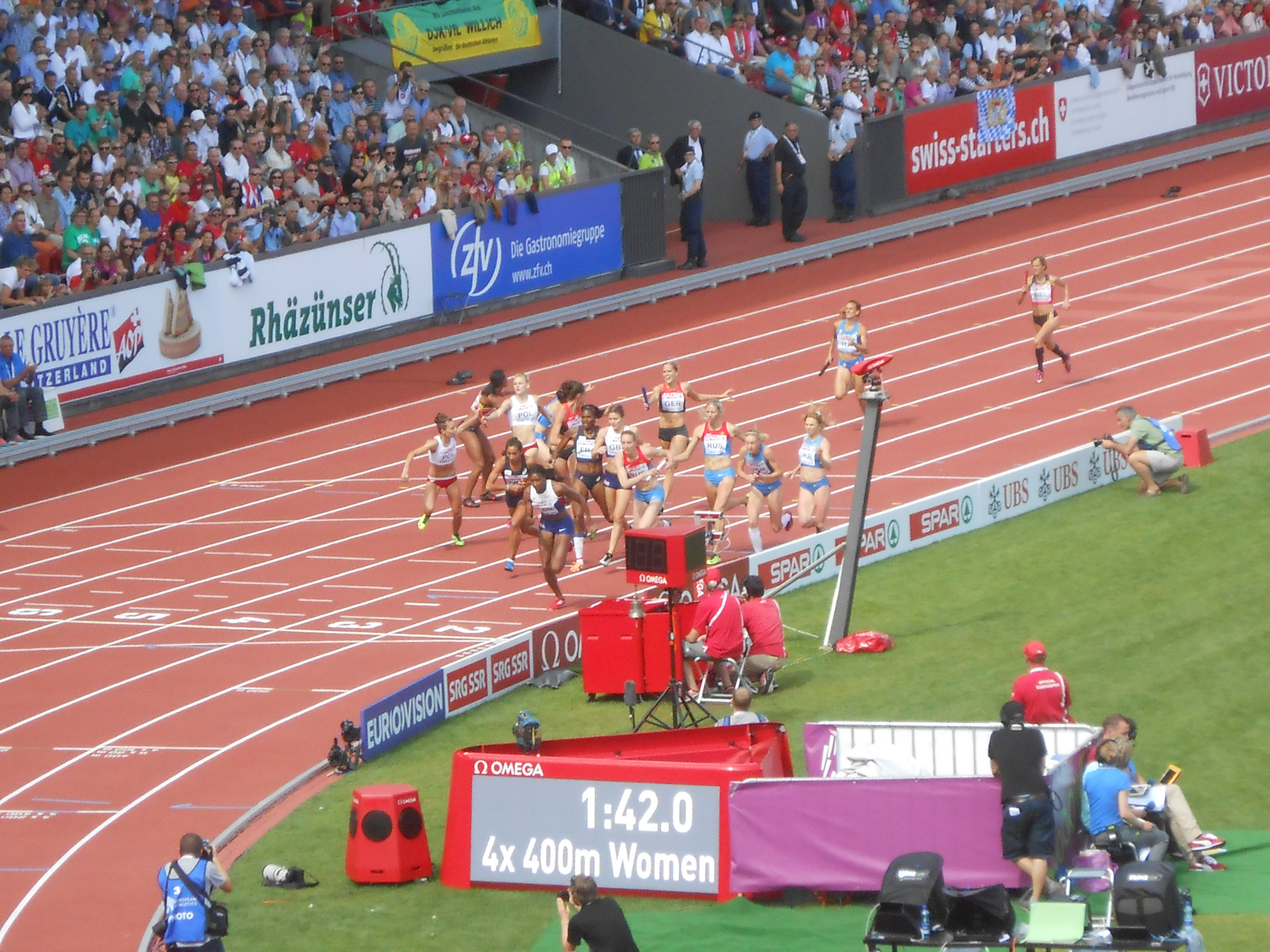
Prova feminina doas 4 × 400 m

| Posição           | Raia | Nacionalidade | Atletas                                                                  | Tempo   | Notas                |
| ----------------- | ---- | ------------- | ------------------------------------------------------------------------ | ------- | -------------------- |
| Medalha de ouro   | 6    | França        | Marie Gayot Muriel Hurtis Agnès Raharolahy Floria Guei                   | 3:24.27 | EL                   |
| Medalha de prata  | 5    | Ucrânia       | Nataliya Pyhyda Hrystyna Stuy Hanna Ryzhykova Olha Zemlyak               | 3:24.32 | Recorde da temporada |
| Medalha de bronze | 4    | Grã-Bretanha  | Eilidh Child Kelly Massey Shana Cox Margaret Adeoye                      | 3:24.34 | Recorde da temporada |
| 4                 | 3    | Rússia        | Alena Tamkova Tatyana Veshkurova Tatyana Firova Yekaterina Renzhina      | 3:25.02 | Recorde da temporada |
| 5                 | 7    | Polónia       | Małgorzata Hołub Patrycja Wyciszkiewicz Joanna Linkiewicz Justyna Święty | 3:25.73 | Recorde da temporada |
| 6                 | 1    | Alemanha      | Esther Cremer Christiane Klopsch Lena Schmidt Ruth Sophia Spelmeyer      | 3:27.69 | Recorde da temporada |
| 7                 | 8    | Itália        | Chiara Bazzoni Maria Enrica Spacca Elena Bonfanti Libania Grenot         | 3:28.30 |                      |
| 8                 | 2    | Bélgica       | Laetitia Libert Olivia Borlée Kimberley Efonye Justien Grillet           | 3:31.82 | Recorde da temporada |

Legenda
| Recorde mundial       | Recorde mundial (World record)               |                       | Recorde africano                      | Recorde africano (African) |                                           | Q | Classificado por posição (Qualified) |
| Recorde do campeonato | Recorde do campeonato (Championship record)  | Recorde da América    | Recorde da América (Americas)         | q                          | Classificado por melhor tempo (Qualified) |   |                                      |
| Melhor marca do ano   | Melhor marca do ano (World leading)          | Recorde asiático      | Recorde asiático (Asian)              | DNS                        | Não largou (Did not start)                |   |                                      |
| Recorde nacional      | Recorde nacional (National record)           | Recorde europeu       | Recorde europeu (European)            | DNF                        | Não terminou (Did not finish)             |   |                                      |
| Recorde pessoal       | Recorde pessoal do atleta (Personal best)    | Recorde da Oceania    | Recorde da Oceania (Oceania)          | DSQ / DQ                   | Desclassificado (Disqualified)            |   |                                      |
| Recorde da temporada  | Recorde da temporada do atleta (Season best) | Recorde sul-americano | Recorde sul-americano (South America) | NM                         | Sem marca (No mark)                       |   |                                      |